# Dolina Orhona
Dolina Orhona se prostire duž obala rijeke Orhon u središnjoj Mongoliji, oko 360 km zapadno od glavnog grada Ulan Batora. 
Dolina Orhona je stoljećima bila sjedištem stepskih vladara Mongolije (i šire) o čemu svjedoče najstariji runski natpisi vladara Göktürk Carstva iz 8. stoljeća, Bilge Kana. Njegova nomadska prijestolnica (Ördü), se nalazila u sjenci svete planine Ötüken (za koju se vjerovalo kako je dom duhova-predaka kagana i begova i kako zahvaljujući njezinim zrakama vladari dolaze na vlast), oko 40 km sjeverno od stele s natpisima. Kada je dolinom domirao narod Kidani steli je dodan prijevod na još tri jezika kako bi se zabilježile njihove zasluge.
Pored turkijskih spomenika gokturskih vadara, Bilge Khana i Kul Tigina, i spomenutih orhonskin natpisa, u Dolini Orhona nalaze se i brojni drugi povijesni spomenici:
- Ostaci Khar Balgasa, prijestolnice Ujgurskog kaganata iz 8. stoljeća.
- Ruševine Karakoruma, prijestolnice Džingis-kana, prvog vladara Mongolskog Carstva.
- Samostan Erdene Zuu, prvi budistički samostan u Mongoliji kojeg je djelomice uništila komunistička vlast 1937. – 40.
- Pustinja (samostan) Tuvhun na 2,600 metara nadmorske visine, također dijelom uništen
- Ostaci mongolske palače na brdu Doit iz 13. i 14. stoljeća; vjerojatno rezidencija Ögedei Kana.

Zbog toga je kulturni krajolik doline Orhona upisan na UNESCO-ov popis mjesta svjetske baštine u Aziji 2004. godine.
- Rekonstrukcija negdašnjeg izgleda Karakoruma
- Ostaci zapadnih vrata Khar Balgasa
- Samostan Erdene Zuu
- Hramovi samostana Erdene Zuu u Karokorumu
- Moderna rekonstrukcija "fontane srebrnog drveta" iz palače u Xanadu (Karakorum)